# Cù lao Xanh
Cù lao Xanh còn gọi là đảo Vân Phi là một hòn đảo nằm về phía đông nam phường Quy Nhơn, tỉnh Gia Lai, Việt Nam. Về hành chính, toàn bộ hòn đảo này là xã Nhơn Châu, tỉnh Gia Lai.
Trong thư tịch nước ngoài, Cù lao Xanh được gọi là Pullo-cambir, Cambir, seu Cambir.
Cù lao này có diện tích: 365 ha, dân số: 2300 người và gồm các thôn: Thôn Tây (trung tâm), Thôn Trung, Thôn Đông. Đảo cách Quy Nhơn 17 km, cách xã Xuân Cảnh 6 km. Cù lao Xanh nguyên là đất của tỉnh Phú Yên (Cũ) được sáp nhập về Quy Nhơn sau năm 1975.
Trên cù lao xanh có một tháp hải đăng. Cù lao đang được nước ngoài tài trợ thực hiện dự án năng lượng gió phục vụ dân cư và sản xuất. Gần đây, cù lao Xanh được biết đến là một điểm tham quan, du lịch lặn hấp dẫn.
Cù Lao Xanh cách phường Quy Nhơn 24 km, cách xã Xuân Cảnh 9 km.